# 1990年飓风古斯塔夫
飓风古斯塔夫（英語：Hurricane Gustav）是1990年大西洋飓风季形成的最强风暴，也是唯一的大型飓风。系统源于8月24日的一股东风波，然后在向西穿越大西洋期间稳步增强。8月26日，风暴达到飓风强度，并于次日进一步强化成二级飓风，达到第一波强度高峰。气旋之后转向北上并因风切变增长而减弱，然后又由于外部环境变得有利而重新增强，于协调世界时8月31日早上6点达到风速每小时195公里的最高强度。9月1日，古斯塔夫逐渐减弱，并于次日开始转变成温带气旋，再于转变过程完成后不久在冰岛以南约370公里海域消散。
古斯塔夫起初对约一年前受到飓风雨果重创的小安的列斯群岛构成重大威胁，为此当地于8月26至27日发布多份飓风观察预警和警告，但随着风暴转向北上，这些预警和警告均予取消。最终气旋对小安的列斯群岛的影响仅限于轻风细雨和强烈涌浪，没有出现任何破坏或人员伤亡。另有一艘船在海上遭遇风暴，船体因此受损。

## 气象历史
1990年8月18日，一股东风波离开非洲西海岸进入大西洋，不久后便在向西行进期间同热带辐合带融合。到了8月23日，系统开始增强，对流活动还是围绕环流中心集中。美国国家飓风中心估计东风波于协调世界时8月24日早上6点在巴巴多斯以东约1555公里海域催生出1990年大西洋飓风季的第八号热带低气压。受北面的弱高压脊影响，低气压总体向西移动。气旋逐渐强化，于8月25日清晨升级成热带风暴并获名“古斯塔夫”（Gustav）。
气象机构起初预测附近的冷心低压天气系统会对古斯塔夫的发展构成不利影响，但风暴实际上继续增强，于8月26日中午12点左右达到飓风标准。此后不久，促使气旋向西移动的高压脊开始崩溃，古斯塔夫因此缓慢转向北上。到8月27日早上6点时，风暴已达到萨菲尔-辛普森飓风等级下的二级飓风强度，风力时速155公里。这天下午，气旋从小安的列斯群岛以东约330公里洋面经过，这也是古斯塔夫自始于终距该群岛最近的距离。系统的飓风强度风场从中心向外扩展55公里，热带风暴强度风场半径则有280公里。
转向北上期间，飓风因风切变增多而略有减弱，风速于8月29日清晨降至每小时130公里。受百慕大附近的低压槽和飓风东面的高压脊影响，古斯塔夫总体向北面移动。次日，风暴再度增强成二级飓风。8月31日清晨，气旋进一步发展成大型飓风。古斯塔夫这时也开始同约740公里外的热带风暴霍顿斯相互影响，两个气旋发生藤原效应，霍顿斯因此开始以逆时针方向围绕强度更高的古斯塔夫旋转。8月31日早上6点左右，飓风古斯塔夫在百慕大以东约725公里海域达到风力时速195公里，最低气压956毫巴（百帕，28.23英寸汞柱）的最高强度，成为本季的最强风暴。
9月1日，气旋维持减弱趋势，次日再因东侧的高压脊增强而朝东北偏北方向移动。此外，附近船只测得的持续风速数据表明古斯塔夫环流中心西北方向370公里处的风速仍有热带风暴强度。9月2日下午，飓风西侧的低压槽移动速度加快，风暴因此改向东北方向前进，逐渐远离纽芬兰岛。当天18点，古斯塔夫降级成热带风暴，风速下滑至每小时110公里。风暴这时已进入加拿大飓风中心责任范围，该机构因此开始针对逐渐减弱的气旋发布公告。次日清晨，古斯塔夫完全转变成温带气旋，系统残留最终在冰岛以南约370公里洋面失去踪影。

## 防灾措施和影响
8月26日下午16点左右，美国国家飓风中心向多米尼克、马提尼克、圣马丁岛、安圭拉、瓜德罗普、安地卡岛、巴布达岛、蒙塞拉特岛和圣基茨和尼维斯联邦发布飓风观察预警，并于6小时后将瓜德罗普、安地卡岛、巴布达岛、蒙塞拉特岛，以及圣基茨和尼维斯联邦的观察预警升级成飓风警告。多个岛上的地方气象机构发布小型船只警报。蒙塞拉特岛地方政府动员100名警员和50名正在休假的志愿军人。多家超市、五金店、银行和药店特地开张营业，方便居民购买胶合板、罐头食品、瓶装水及其它灾害应对物品。8月27日下午13点左右，气旋已不再对多米尼克和马提尼克构成威胁，所以当地的飓风观察预警相应中止。3小时后，除安地卡岛和巴布达岛尚有热带风暴警告生效、圣马丁岛接获热带风暴观察预警外，其它所有岛屿的热带气旋警告均已取消。这天19点，飓风已转向北上逐渐远离小安的列斯群岛，所有警告和观察预警全部中止。
小安的列斯群岛是唯一受飓风古斯塔夫影响的地区，风暴外围沿岸产生小雨、阵风和高涨的涌浪。8月30日，埃及摩托艇“拉塞尔汀号”（Raseltin）遭遇气旋引起的恶劣海况，船体因此受损。古斯塔夫的残留还对英国近海的地震研究考察构成严重影响，这次考察从8月25日开始持续到9月12日，计划通过大量浮标搜集地震反射信息。但由于风暴残留的威胁，考察组成员不得不在9月3日迅速回收浮标，以免其中的感应器受损，但还是有部分工具因未及时收回而受损，整个考察计划因古斯塔夫的影响而延迟了两天。